# 863 계획

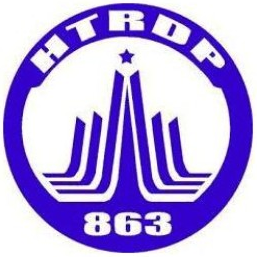

863 계획(중국어: 863计划) 또는 국가고기술연구발전계획(중국어: 国家高技术研究发展计划)은 외국 기술에 대한 재정적 의무에서 독립하기 위해 다양한 분야의 고급 기술 발전을 장려할 목적으로 중화인민공화국 정부가 투자, 관리한 계획이다.
863 계획을 통해 발생한 것으로 알려진 제품들 가운데에는 톈허 슈퍼컴퓨터, 선저우 우주선, 룽손 컴퓨터 프로세서 계열이 있다.

## 역사
계획이 설립된 날(1986년 3월, 86/3: 중국식 날짜 형식)에서 이름을 따온, 863 계획은 엔지니어 왕간창, 왕다헝, 양지아시, 천팡윈가 중국 정부에 보낸 편지에 의해 제안되었고 덩샤오핑이 서명하였다.

## 개요
이 프로그램은 처음에 7가지 주요 기술 분야에 초점을 맞추었다:
- 바이오테크놀로지
- 우주 기술
- 정보기술
- 레이저 기술
- 자동화
- 에너지
- 신물질

1986년 이후 두 개의 분야가 계획의 산하에 들어왔다:
- 전기통신 (1992년)
- 해양기술 (1996년)

## 같이 보기
- 973 계획
- 985 공정
- 211 공정